# Problema del bar "El Farol"

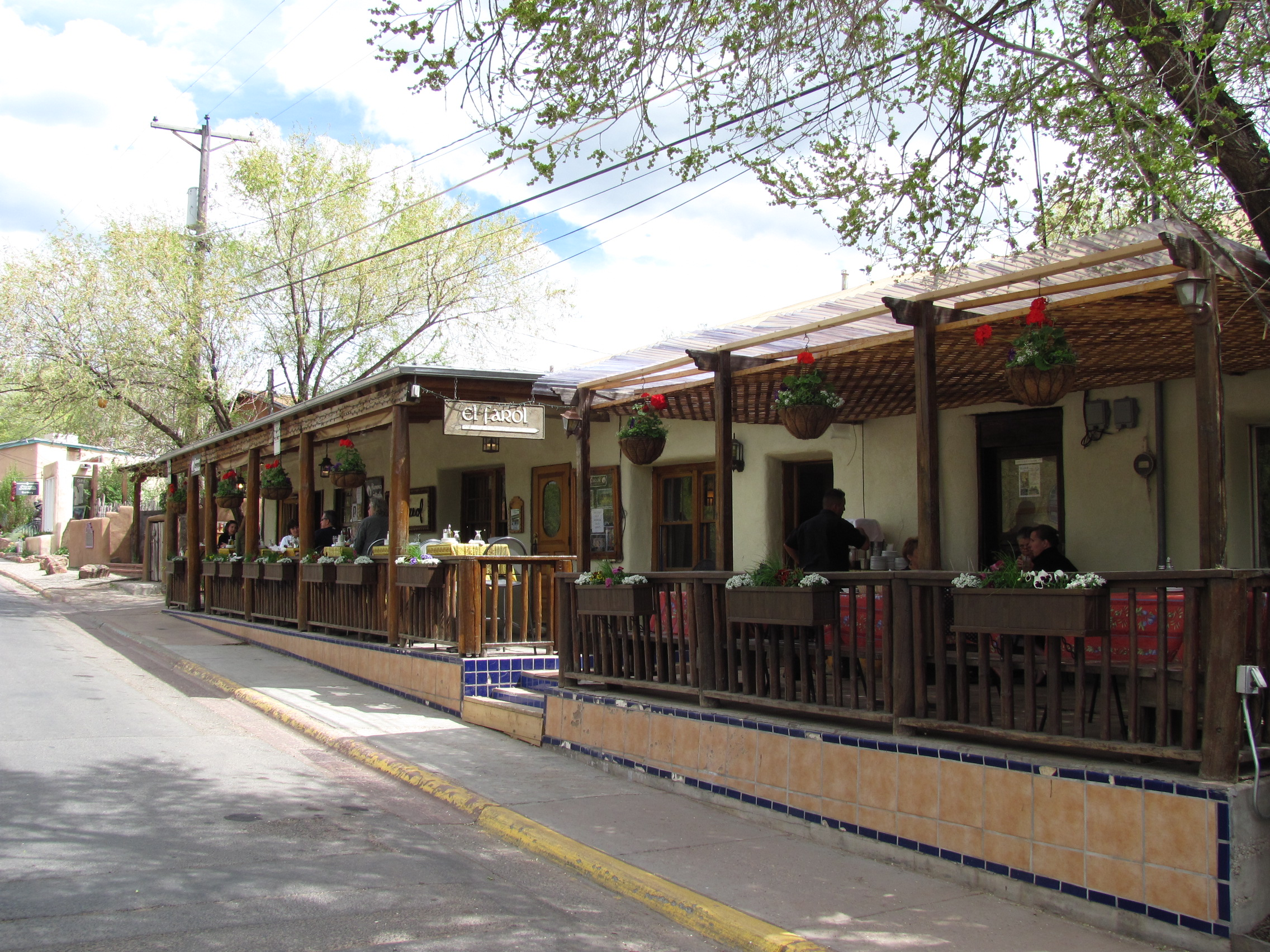
Bar el Farol en Santa Fe (Nuevo México)

El problema del bar "El Farol" es un problema planteado en el marco de la teoría de juegos. Se basa en una anécdota real acontecida en un bar de la ciudad de Santa Fe (Nuevo México) llamado "El Farol" y fue planteado inicialmente por el economista Brian Arthur en 1994. El planteamiento del problema es
el siguiente: En Santa Fe hay un número finito de personas. El jueves por la noche, todo el mundo desea ir al Bar "El Farol". Sin embargo, "El Farol" es un local muy pequeño, y no es agradable ir si está repleto. Así pues, existen las siguientes "reglas" en el lugar:
- Si menos del 60% de la población va a ir al bar, entonces es más divertido ir al bar que quedarse en casa.
- Si más del 60% de la población va a ir al bar, entonces es menos divertido ir al bar que quedarse en casa.

Lamentablemente, todo el mundo necesita decidir si ir o no ir al bar al mismo tiempo y no es posible esperar para ver cuanta gente antes que ellos ha decidido ir.

## Estrategias deterministas
La importancia del problema estriba en que no importa que método (determinista) siga cada persona para decidir que hacer: si todo el mundo usa el mismo método está garantizado que el método será inefectivo:
1. Si todo el mundo usa el mismo método y este sugiere que el bar no estará repleto, entonces todo el mundo acudirá, por lo que el bar estará repleto.
2. Análogamente, si todo el mundo usa el mismo método y éste sugiere que el bar estará repleto, entonces nadie acudirá y, por lo tanto, el bar no estará repleto, estará vacío.

## Variantes del problema
En algunas variantes del problema, se permite a las personas comunicarse unos con otros antes de decidir si irán o no al bar. Sin embargo, no se requiere que digan la verdad. Una versión generalizada del problema del bar "El Farol" es el Juego de la minoría.
El mismo análisis podríamos aplicar al dilema que enfrentan cada domingo miles de conductores tratando de evitar los atascos en las carreteras de entrada a las grandes ciudades. Si todos usan el mismo método para decidir cual será la mejor hora para llegar a su ciudad, indefectiblemente todos caerán en el atasco.